# Michael Kroner
Michael Kroner (* 22. Dezember 1934 in Albești (Mureș), Königreich Rumänien; † 26. Juli 2022 in Oberasbach)  war ein deutscher Historiker siebenbürgisch-sächsischer Herkunft.

## Leben
Nach seinem Schulabschluss an der Pädagogischen Mittelschule (Lehrerbildungsanstalt) in Sighișoara 1954 studierte Michael Kroner bis 1958 Geschichte an der Babeș-Bolyai-Universität in Cluj. 1972 wurde er an der Universität Bukarest zum Dr. phil. promoviert. Zwischen 1958 und 1968 war Kroner als Geschichtslehrer und Direktor der deutschen Abteilung des Lyzeums in Bistrița tätig. In Brașov arbeitete er von 1968 bis 1978 als Redakteur für Geschichte, Volks- und Heimatkunde bei der Wochenzeitschrift Karpatenrundschau. Von 1978 bis zu seiner Ausreise nach Westdeutschland 1979 wirkte er als Museologe am Kreismuseum Brașov. 1980–1982 war er als wissenschaftlicher Mitarbeiter am Germanischen Nationalmuseum in Nürnberg und 1983–1995 als Forschungsbeauftragter und hauptamtlicher Archivpfleger im Landkreis Fürth aktiv. Mitte der 1980er Jahre wurde Kroner zum stellvertretenden Vorsitzenden der Kreisgruppe Nürnberg des Verbandes der Siebenbürger Sachsen gewählt. Kroner ging 1995 in den Ruhestand und war als ehrenamtlicher Archivpfleger in Fürth tätig. Verheiratet war er seit 1960 mit der Gymnasiallehrerin Edith Rösler in Bistrița. Der Ehe entstammen die Söhne Uwe und Volker.

## Veröffentlichungen
Kroner veröffentlichte etwa 1800 publizistische Beiträge und Rezensionen, mehr als 100 wissenschaftliche Aufsätze, etwa 30 Bücher und ebenso viele Broschüren, vorwiegend zu Themen wie Geschichte der Siebenbürger Sachsen und Rumäniens, Nationalitätenprobleme in Südosteuropa, Beziehungen der Siebenbürger Sachsen zu ihrem Mutterland Deutschland und Geschichte Mittelfrankens.
- Stephan Ludwig Roth. Ein Leben für Fortschritt und Völkerverständigung. Doktorarbeit, Cluj 1974 in rumänischer und 1977 in deutscher Sprache.
- Stephan Ludwig Roth. Aus Anlass des 200. Geburtstages von Stephan Ludwig Roth. 1996.
- Mit Rosemarie Ludwig: Weißkirch. Eine Siebenbürgische Gemeinde an der Großen Kokel. 1997.
- Die Hohenzollern als Könige von Rumänien: Lebensbilder von vier Monarchen 1866–2004. 2004.
- Dracula: Wahrheit, Mythos und Vampirgeschäft. 2005.
- Geschichte der Siebenbürger Sachsen. 2 Bände, Nürnberg 2007 und 2008.
- Geschichte der Nordsiebenbürger Sachsen. Nürnberg 2009.
- Mutterland und Vaterland im Verständnis der Siebenbürger Sachsen – Jahrhundertealte Verbindungen einer auslandsdeutschen Minderheit mit dem deutschen Sprach- und Kulturraum. Nürnberg 2013.

## Auszeichnungen
- Siebenbürgisch-Sächsischer Kulturpreis, Verband der Siebenbürger Sachsen, Dinkelsbühl 13. Juni 2006
- Verdienstmedaille des Verdienstordens der Bundesrepublik Deutschland, Fürth 13. Dezember 2010